# Beata lucida
Beata lucida är en spindelart som först beskrevs av Galiano 1992.  Beata lucida ingår i släktet Beata och familjen hoppspindlar. Inga underarter finns listade.